# Volley-ball aux Deaflympics
Le Volley-ball aux Deaflympics d'été est une discipline olympique depuis les Deaflympics d'été de 1969 à Belgrade. Les champions en titre sont chez les hommes l'Ukraine et chez les femmes l'Ukraine.

## Palmarès

### Hommes
Le tableau suivant retrace pour chaque édition de la compétition le palmarès du tournoi et la nation hôte.
| N° | Édition                   | Ville hôte   | Or       | Argent      | Bronze    |
| -- | ------------------------- | ------------ | -------- | ----------- | --------- |
| 1  | Deaflympics d'été de 1969 | Belgrade     | Italie   | Yougoslavie | Bulgarie  |
| 2  | Deaflympics d'été de 1973 | Malmö        | Bulgarie | Iran        | Italie    |
| 3  | Deaflympics d'été de 1977 | Bucarest     | URSS     | Iran        | Roumanie  |
| 4  | Deaflympics d'été de 1981 | Cologne      | URSS     | Italie      | Bulgarie  |
| 5  | Deaflympics d'été de 1985 | Los Angeles  | Finlande | Japon       | Italie    |
| 6  | Deaflympics d'été de 1989 | Christchurch | Finlande | Italie      | Iran      |
| 7  | Deaflympics d'été de 1993 | Sofia        | Italie   | États-Unis  | Bulgarie  |
| 8  | Deaflympics d'été de 1997 | Copenhague   | Ukraine  | Iran        | Italie    |
| 9  | Deaflympics d'été de 2001 | Rome         | Italie   | Ukraine     | Russie    |
| 10 | Deaflympics d'été de 2005 | Melbourne    | Ukraine  | Italie      | Iran      |
| 11 | Deaflympics d'été de 2009 | Taipei       | Russie   | Ukraine     | Allemagne |
| 12 | Deaflympics d'été de 2013 | Sofia        | Ukraine  | Russie      | Iran      |
| 13 | Deaflympics d'été de 2017 | Samsun       | Turquie  | Ukraine     | Russie    |

### Femmes
Le tableau suivant retrace pour chaque édition de la compétition le palmarès du tournoi et la nation hôte.
| N° | Édition                   | Ville hôte   | Or                   | Argent               | Bronze     |
| -- | ------------------------- | ------------ | -------------------- | -------------------- | ---------- |
| 1  | Deaflympics d'été de 1969 | Belgrade     | Danemark             | Argentine            | États-Unis |
| 2  | Deaflympics d'été de 1973 | Malmö        | Danemark             | États-Unis           | Canada     |
| 3  | Deaflympics d'été de 1977 | Bucarest     | URSS                 | États-Unis           | Roumanie   |
| 4  | Deaflympics d'été de 1981 | Cologne      | URSS                 | États-Unis           | Danemark   |
| 5  | Deaflympics d'été de 1985 | Los Angeles  | États-Unis           | Allemagne de l'Ouest | Japon      |
| 6  | Deaflympics d'été de 1989 | Christchurch | Allemagne de l'Ouest | États-Unis           | Japon      |
| 7  | Deaflympics d'été de 1993 | Sofia        | États-Unis           | Russie               | Ukraine    |
| 8  | Deaflympics d'été de 1997 | Copenhague   | Russie               | Ukraine              | États-Unis |
| 9  | Deaflympics d'été de 2001 | Rome         | Japon                | États-Unis           | Ukraine    |
| 10 | Deaflympics d'été de 2005 | Melbourne    | Ukraine              | Japon                | États-Unis |
| 11 | Deaflympics d'été de 2009 | Taipei       | Ukraine              | États-Unis           | Japon      |
| 12 | Deaflympics d'été de 2013 | Sofia        | Ukraine              | Japon                | Russie     |
| 13 | Deaflympics d'été de 2017 | Samsun       | Japon                | Italie               | États-Unis |

## Tableau des médailles
| Rang | Nation      | Or | Argent | Bronze | Total |
| ---- | ----------- | -- | ------ | ------ | ----- |
| 1    | Italie      | 3  | 3      | 3      | 9     |
| 2    | Ukraine     | 3  | 3      | 1      | 7     |
| 3    | Finlande    | 2  | 0      | 0      | 2     |
| 3    | URSS        | 2  | 0      | 0      | 2     |
| 5    | Russie      | 1  | 1      | 1      | 3     |
| 6    | Bulgarie    | 1  | 0      | 3      | 4     |
| 6    | Turquie     | 1  | 0      | 0      | 1     |
| 7    | Iran        | 0  | 3      | 3      | 6     |
| 8    | États-Unis  | 0  | 1      | 0      | 1     |
| 8    | Japon       | 0  | 1      | 0      | 1     |
| 8    | Yougoslavie | 0  | 1      | 0      | 1     |
| 11   | Allemagne   | 0  | 0      | 1      | 1     |
| 11   | Roumanie    | 0  | 0      | 1      | 1     |

| Rang | Nation               | Or | Argent | Bronze | Total |
| ---- | -------------------- | -- | ------ | ------ | ----- |
| 1    | Ukraine              | 3  | 1      | 2      | 6     |
| 2    | États-Unis           | 2  | 6      | 4      | 12    |
| 3    | Japon                | 2  | 2      | 3      | 7     |
| 4    | Danemark             | 2  | 0      | 1      | 3     |
| 5    | URSS                 | 2  | 0      | 0      | 2     |
| 6    | Russie               | 1  | 1      | 1      | 3     |
| 7    | Allemagne de l'Ouest | 1  | 1      | 0      | 2     |
| 8    | Argentine            | 0  | 1      | 0      | 1     |
| 8    | Italie               | 0  | 1      | 0      | 1     |
| 9    | Canada               | 0  | 0      | 1      | 1     |
| 9    | Roumanie             | 0  | 0      | 1      | 1     |